# 1995 US4
1995 US4 är en asteroid i huvudbältet som upptäcktes den 25 oktober 1995 av den japanska astronomen Takao Kobayashi vid Ōizumi-observatoriet.
Asteroiden har en diameter på ungefär 4 kilometer.